# Pivovar Kaceřov
Pivovar Kaceřov stával v obci Kaceřov západně od zámku.

## Historie
Pivovar nechal kolem roku 1543 postavit Florián Gryspek z Gryspachu. Pivo z Kaceřova bylo údajně dodáváno na královský dvůr. Podle zaznamenaných údajů činil největší výstav 405 hl. Pivovar byl v provozu do roku 1787, v současné době z něj zůstaly pouze základy.